# 新埔街
新埔街，為1941年－1945年間存在之行政區，轄屬新竹州新竹郡，即今新竹縣新埔鎮。

## 街原名
原屬
- 竹北一堡之打鐵坑庄、內立庄、石頭坑庄、犂頭山庄
- 竹北二堡之五份埔庄、四座屋庄、樟樹林庄、旱坑仔庄、田新庄、枋藔庄、新埔街、大平窩庄、打鐵坑庄、汶水坑庄、鹿鳴坑庄、照門庄、大坪庄、大茅埔庄
  - 竹北一堡之打鐵坑庄改稱南打鐵坑
  - 竹北二堡之打鐵坑庄改稱北打鐵坑[1]

## 行政區劃
新埔街原稱新埔庄，成立於1920年，轄域內分為新埔、內立、北打鐵坑、南打鐵坑、石頭坑、犁頭山、枋寮、五分埔、四座屋、樟樹林、田新、旱坑子、大茅埔、大坪、照門、鹿鳴坑、汶水坑、大平窩18個大字。
1941年新埔庄、關西同時升格為「街」，轄區不變。
- 五分埔大字下有「五分埔」、「六股」、「水汴頭」小字名
- 樟樹林大字下有「三角埔」、「上樟樹林」、「下樟樹林」小字名
- 大坪大字下有「大坪」、「箭竹窩」、「九芎湖」小字名
- 大茅埔大字下有「大茅埔」、「小茅埔」小字名
- 北打鐵坑大字下有「打鐵坑」、「大北坑」小字名
- 鹿鳴坑大字下有「鹿鳴坑」、「黃梨園」小字名
- 照門大字下有「照鏡」、「石門」小字名
- 南打鐵坑大字下有「新打坑」、「打鐵坑」小字名
- 犁頭山大字下有「土地公埔」、「犁頭山」小字名
- 枋寮大字下有「上枋寮」、「下枋寮」、「燒炭窩」小字名